# Bahnstrecke Olten–Bern
| Streckennummer (BAV): | 450 (Olten–Burgdorf–Bern) 451 (Aarburg-Oftringen–Rothrist) 452 (Rothrist–Zofingen (Kriegsschlaufe)) |                                                 |                                                 |
| Fahrplanfeld: | 450                                                                                                 |                                                 |                                                 |
| Spurweite: | 1435 mm (Normalspur)                                                                                |                                                 |                                                 |
| Stromsystem: | 15 kV 16,7 Hz ~                                                                                     |                                                 |                                                 |
| Streckengeschwindigkeit: | 160 km/h                                                                                            |                                                 |                                                 |
| Zugbeeinflussung: | ETCS Level 1                                                                                        |                                                 |                                                 |
| Zweigleisigkeit: | Olten–Bern                                                                                          |                                                 |                                                 |
| | |                                                 |                                                 |
| \| \| \| von Basel und von Aarau–Zürich \| \| \| \| 39,3 \| Olten \| Olten \| \| \| \| nach Solothurn \| \| \| \| \| Umfahrung Aarburg (Bornlinie) \| \| \| \| \| Borntunnel \| 809 m \| \| \| \| Aarburger Tunnel \| 87 m \| \| \| 43,0 \| Aarburg-Oftringen \| Aarburg-Oftringen \| \| \| \| von/nach Luzern \| \| \| \| \| \| \| \| \| 46,2 \| Rothrist \| Rothrist \| \| \| \| Neubaustrecke Mattstetten–Rothrist \| \| \| \| 49,1 \| Rank \| Rank \| \| \| 52,2 \| Murgenthal \| Murgenthal \| \| \| \| Neubaustrecke Mattstetten–Rothrist \| \| \| \| 54,5 \| Roggwil-Wynau \| Roggwil-Wynau \| \| \| \| von Melchnau \| \| \| \| \| von Niederbipp \| \| \| \| 59,2 \| Langenthal \| Langenthal \| \| \| \| nach Huttwil \| \| \| \| \| alte Streckenführung; heute tlw. Anschlussgleis \| \| \| \| \| Neubaustrecke Mattstetten–Rothrist \| \| \| \| \| \| \| \| \| \| Thunstettentunnel \| 887 m \| \| \| 62,5 \| Bützberg \| Bützberg \| \| \| \| \| \| \| \| \| \| \| \| \| \| von Solothurn \| \| \| \| 66,8 \| Herzogenbuchsee \| Herzogenbuchsee \| \| \| 72,3 \| Riedtwil \| Riedtwil \| \| \| 76,9 \| Wynigen \| Wynigen \| \| \| \| Burgdorfer Tunnel \| 510 m \| \| \| \| Emme \| 55 m \| \| \| 83,4 \| Burgdorf \| Burgdorf \| \| \| \| nach Thun/Langnau \| \| \| \| \| nach Solothurn \| \| \| \| 86,5 \| Lyssach \| Lyssach \| \| \| 87,2 \| Sandacher \| Sandacher \| \| \| 89,7 \| Hindelbank \| Hindelbank \| \| \| 91,7 \| Abzw. Hardfeld \| Abzw. Hardfeld \| \| \| \| Neubaustrecke Mattstetten–Rothrist \| \| \| \| \| \| \| \| \| \| \| \| \| \| \| \| \| \| \| 92,013,0 \| Abzw. Mattstetten Ost \| Abzw. Mattstetten Ost \| \| \| \| Grauholztunnel \| 6.295 m \| \| \| 93,2 \| Mattstetten \| Mattstetten \| \| \| 94,9 \| Schönbühl SBB \| Schönbühl SBB \| \| \| \| von Biel \| \| \| \| \| von Solothurn \| \| \| \| 98,8 \| Zollikofen \| Zollikofen \| \| \| \| nach Worblaufen \| \| \| \| \| \| \| \| \| \| \| \| \| \| \| \| \| \| \| \| Bahnstrecke Worb Dorf–Worblaufen \| \| \| \| 101,34,8 \| Abzw. Löchligut \| Abzw. Löchligut \| \| \| \| nach Thun und nach Luzern \| \| \| \| \| Bern Wankdorf \| \| \| \| \| von Thun/Luzern \| \| \| \| 103,3 \| Bern Wylerfeld \| Bern Wylerfeld \| \| \| \| von Thun \| \| \| \| \| Lorraineviadukt 1.080 m \| \| \| \| \| von Worblaufen–Zollikofen/Worb \| \| \| \| 106,1 \| Bern \| Bern \| \| \| \| nach Lausanne und nach Neuchâtel \| \| | |                                                 |                                                 |
| Strecke | | von Basel und von Aarau–Zürich                  | von Basel und von Aarau–Zürich                  |
| Bahnhof | 39,3                                                                                                | Olten                                           | Olten                                           |
| Abzweig geradeaus und nach rechts | | nach Solothurn                                  | nach Solothurn                                  |
| Strecke von links · Abzweig geradeaus und nach rechts | | Umfahrung Aarburg (Bornlinie)                   | Umfahrung Aarburg (Bornlinie)                   |
| Tunnel · Strecke | | Borntunnel                                      | 809 m                                           |
| Strecke · Tunnel | | Aarburger Tunnel                                | 87 m                                            |
| Strecke · Bahnhof | 43,0                                                                                                | Aarburg-Oftringen                               | Aarburg-Oftringen                               |
| Strecke · Abzweig geradeaus, nach links und von links · Strecke quer | | von/nach Luzern                                 | von/nach Luzern                                 |
| Strecke nach links · Abzweig geradeaus und von rechts | |                                                 |                                                 |
| Bahnhof | 46,2                                                                                                | Rothrist                                        | Rothrist                                        |
| Abzweig geradeaus und nach links | | Neubaustrecke Mattstetten–Rothrist              | Neubaustrecke Mattstetten–Rothrist              |
| Dienststation / Betriebs- oder Güterbahnhof | 49,1                                                                                                | Rank                                            | Rank                                            |
| Bahnhof | 52,2                                                                                                | Murgenthal                                      | Murgenthal                                      |
| Kreuzung geradeaus unten | | Neubaustrecke Mattstetten–Rothrist              | Neubaustrecke Mattstetten–Rothrist              |
| Bahnhof | 54,5                                                                                                | Roggwil-Wynau                                   | Roggwil-Wynau                                   |
| Strecke von links · Kreuzung geradeaus unten | | von Melchnau                                    | von Melchnau                                    |
| Abzweig geradeaus und von rechts · Strecke | | von Niederbipp                                  | von Niederbipp                                  |
| Kopfbahnhof Streckenende · Bahnhof | 59,2                                                                                                | Langenthal                                      | Langenthal                                      |
| Abzweig geradeaus und nach links | | nach Huttwil                                    | nach Huttwil                                    |
| Strecke von links · Abzweig nach links und nach rechts · Strecke von rechts | | alte Streckenführung; heute tlw. Anschlussgleis | alte Streckenführung; heute tlw. Anschlussgleis |
| Kreuzung geradeaus oben · Strecke von rechts · Strecke | | Neubaustrecke Mattstetten–Rothrist              | Neubaustrecke Mattstetten–Rothrist              |
| Strecke · Strecke | |                                                 |                                                 |
| Strecke (außer Betrieb) · Tunnel · Tunnel | | Thunstettentunnel                               | 887 m                                           |
| Bahnhof (Strecke außer Betrieb) · Strecke · Strecke | 62,5                                                                                                | Bützberg                                        | Bützberg                                        |
| Kreuzung (Strecke geradeaus außer Betrieb) · Strecke nach rechts · Strecke | |                                                 |                                                 |
| Strecke nach links (außer Betrieb) · Abzweig von links und ehemals von rechts · Strecke nach rechts | |                                                 |                                                 |
| Abzweig geradeaus und ehemals von rechts | | von Solothurn                                   | von Solothurn                                   |
| Bahnhof | 66,8                                                                                                | Herzogenbuchsee                                 | Herzogenbuchsee                                 |
| ehemaliger Bahnhof | 72,3                                                                                                | Riedtwil                                        | Riedtwil                                        |
| Bahnhof | 76,9                                                                                                | Wynigen                                         | Wynigen                                         |
| Tunnel | | Burgdorfer Tunnel                               | 510 m                                           |
| Brücke | | Emme                                            | 55 m                                            |
| Bahnhof | 83,4                                                                                                | Burgdorf                                        | Burgdorf                                        |
| Abzweig geradeaus und nach links | | nach Thun/Langnau                               | nach Thun/Langnau                               |
| Abzweig geradeaus und nach rechts | | nach Solothurn                                  | nach Solothurn                                  |
| Haltepunkt / Haltestelle | 86,5                                                                                                | Lyssach                                         | Lyssach                                         |
| Dienststation / Betriebs- oder Güterbahnhof | 87,2                                                                                                | Sandacher                                       | Sandacher                                       |
| Bahnhof | 89,7                                                                                                | Hindelbank                                      | Hindelbank                                      |
| Strecke von links · Abzweig nach links und nach rechts · Strecke von rechts | 91,7                                                                                                | Abzw. Hardfeld                                  | Abzw. Hardfeld                                  |
| Kreuzung geradeaus oben · Strecke von rechts · Strecke | | Neubaustrecke Mattstetten–Rothrist              | Neubaustrecke Mattstetten–Rothrist              |
| Abzweig geradeaus und nach links · Abzweig geradeaus, von links und von rechts · Abzweig geradeaus und nach rechts | |                                                 |                                                 |
| Strecke · Strecke nach halblinks · Strecke nach halbrechts | |                                                 |                                                 |
| Strecke · Strecke von halblinks · Strecke von halbrechts | |                                                 |                                                 |
| Strecke nach links · Abzweig geradeaus und von rechts · Strecke | 92,013,0                                                                                            | Abzw. Mattstetten Ost                           | Abzw. Mattstetten Ost                           |
| Strecke · Tunnelanfang | | Grauholztunnel                                  | 6.295 m                                         |
| ehemaliger Haltepunkt / Haltestelle · Strecke (im Tunnel) | 93,2                                                                                                | Mattstetten                                     | Mattstetten                                     |
| Haltepunkt / Haltestelle · Strecke (im Tunnel) | 94,9                                                                                                | Schönbühl SBB                                   | Schönbühl SBB                                   |
| Abzweig geradeaus und von rechts · Strecke (im Tunnel) | | von Biel                                        | von Biel                                        |
| Strecke von rechts · Strecke · Strecke (im Tunnel) | | von Solothurn                                   | von Solothurn                                   |
| Bahnhof · Bahnhof · Strecke (im Tunnel) | 98,8                                                                                                | Zollikofen                                      | Zollikofen                                      |
| Strecke nach rechts · Strecke · Strecke (im Tunnel) | | nach Worblaufen                                 | nach Worblaufen                                 |
| Strecke von links · Abzweig geradeaus und nach rechts · Strecke (im Tunnel) | |                                                 |                                                 |
| Strecke · Strecke nach halblinks · Strecke nach halbrechts (im Tunnel) | |                                                 |                                                 |
| Strecke · Strecke von halblinks · Strecke von halbrechts | |                                                 |                                                 |
| Kreuzung geradeaus oben · Kreuzung geradeaus oben · Kreuzung geradeaus oben | | Bahnstrecke Worb Dorf–Worblaufen                | Bahnstrecke Worb Dorf–Worblaufen                |
| Strecke nach links · Abzweig geradeaus, von links und von rechts · Strecke nach rechts | 101,34,8                                                                                            | Abzw. Löchligut                                 | Abzw. Löchligut                                 |
| Abzweig geradeaus und nach links | | nach Thun und nach Luzern                       | nach Thun und nach Luzern                       |
| Haltepunkt / Haltestelle | | Bern Wankdorf                                   | Bern Wankdorf                                   |
| Abzweig geradeaus und von links | | von Thun/Luzern                                 | von Thun/Luzern                                 |
| ehemaliger Haltepunkt / Haltestelle | 103,3                                                                                               | Bern Wylerfeld                                  | Bern Wylerfeld                                  |
| Abzweig geradeaus und ehemals von links | | von Thun                                        | von Thun                                        |
| Brücke | | Lorraineviadukt 1.080 m                         | Lorraineviadukt 1.080 m                         |
| Strecke von rechts · Strecke | | von Worblaufen–Zollikofen/Worb                  | von Worblaufen–Zollikofen/Worb                  |
| Kopfbahnhof Streckenende · Bahnhof | 106,1                                                                                               | Bern                                            | Bern                                            |
| Strecke | | nach Lausanne und nach Neuchâtel                | nach Lausanne und nach Neuchâtel                |

Die Bahnstrecke Olten–Bern ist eine elektrifizierte Hauptstrecke in der Schweiz. Sie ist Bestandteil der Magistrale Zürich–Genf.

## Geschichte
Noch während das Kernstück ihres projektierten Streckennetzes, die Hauensteinstrecke von Basel nach Olten im Bau war, begann die Schweizerische Centralbahn (SCB) bereits mit dem Bau der von Olten ausgehenden Strecken. So wurde am 9. Juni 1856 der Streckenabschnitt Olten–Aarburg als Teil der Verbindung von Olten nach Luzern eröffnet.

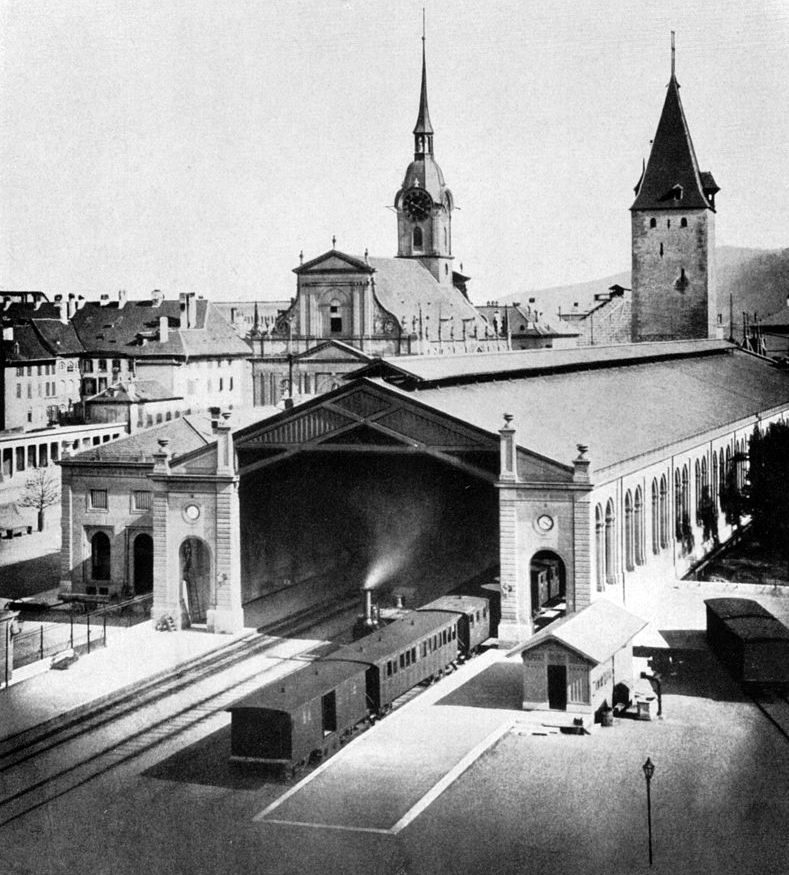
Der Bahnhof Bern von 1860

Von Aarburg aus wurde als erstes Teilstück der Strecke nach Bern am 16. März 1857 der Abschnitt nach Herzogenbuchsee eröffnet. In Herzogenbuchsee schliesst dann die 1857 von der SCB eröffnete Strecke nach Solothurn an. Die Verlängerung der Oltner Strecke von Herzogenbuchsee nach Bern konnte am 16. Juni 1857 in Betrieb genommen werden. Die Strecke endete dabei noch vor den Toren der Stadt im Wylerfeld. Erst mit dem Bau der "Roten Brücke" konnte die Strecke bis zum Standort jenseits der Aare verlängert werden. Zunächst blieb aber auch der neue Bahnhof ein Provisorium, bevor am 1. Mai 1860 der Bahnhof Bern als Kopfbahnhof in Betrieb genommen werden konnte.
Per 1. Januar 1890 wird die Station Niederwil wie die Gemeinde in Rothrist umbenannt.
Als 1902 die SCB verstaatlicht wurde, gelangte auch die Strecke Olten–Bern zu den Schweizerischen Bundesbahnen.
Die "Rote Brücke" in Bern genügte im Lauf der Zeit den gestiegenen Belastungen nicht mehr und wurde 1941 durch den Lorraineviadukt ersetzt.
Zur Entlastung des Bahnhofs Olten und der Strecke Olten–Aarburg, die auch den Verkehr in Richtung Luzern aufnehmen musste, wurde die Bornlinie gebaut. Diese konnte am 2. April 1981 eröffnet werden. Sie verbindet die Bahnhöfe Olten und Rothrist und umfährt dabei den Bahnhof Aarburg-Oftringen. Die Bornlinie wird in der Regel nur von Fernverkehr benutzt. Die Regionalzüge benützen immer noch die alte Streckenführung über Aarburg.
Die Station Bützberg wurde per Fahrplanwechsel im Frühling 1983 aufgehoben. Die Erschliessung der Ortschaft erfolgte ab diesem Zeitpunkt mit einer Buslinie zwischen Herzogenbuchsee und Langenthal.
Der Grauholztunnel konnte 1995 eröffnet werden. Dieser umfährt den Bahnhof Zollikofen.
Die 2004  eröffnete Neubaustrecke Mattstetten–Rothrist (NBS) erforderte einige Anpassungen. Während bei Bau des Grauholztunnels die Fortsetzung auf die NBS schon eingeplant war, erforderte es auf Seite Rothrist etliche Anpassungen der Gleisanlagen. Dabei wurde auch ein kurzer einspuriger Tunnel gebaut, der der Strecke nach Aarburg als Unterführung unter der Bornlinie dient. Auch wurde die bestehende Strecke zwischen Roggwil und Langenthal in der Wassermatte gestreckt und eine kurze Strecke parallel zur NBS gelegt. Zwischen Langenthal und Herzogenbuchsee wurde die Strecke ebenfalls parallel zur NBS gelegt. Hier führt die Strecke nun durch den Thunstettentunnel. Die alte Streckenführung über Bützberg wurde stillgelegt und abgebrochen.

### Unfälle
Am 12. Februar 1980 fuhr ein aus Biel kommender Regionalzug zwischen Bern Wylerfeld und Bern Löchligut in eine allein fahrende Lokomotive. Beide Triebfahrzeugführer wurden getötet, 18 Passagiere verletzt.
Am 5. Oktober 1994 fuhr im Bahnhof Herzogenbuchsee ein Schnellzug Brig–Basel auf einen Schienentraktor auf. Der Transportführer des Traktors wurde ins Spital verbracht, wo er seinen Verletzungen erlag.

## Streckenverlauf
Den Bahnhof Bern verlässt die Bahnstrecke ostwärts, indem sie sofort die Aare auf dem Lorraineviadukt kreuzt und rechtsufrig auf der Hochterrasse des Flusses nach Zollikofen gelangt. Dann wird die Talsenke der Urtenen nächst Schönbühl erreicht und bei Mattstetten die Verknüpfung mit der Neubaustrecke bzw. dem Grauholztunnel passiert. Entlang Seitengerinnen setzt man nun ins Emmetal nach Burgdorf über. Nach Überquerung der Emme windet sich die Trasse in kleinen Talfurchen (Ösch, Chänerechbach) weiter nordostwärts bis Wynigen. Ab dort folgt sie dem Talboden der Önz bis Herzogenbuchsee. Der nun folgende leichte Geländerücken vor Langenthal wurde ursprünglich nahezu geradlinig durchschnitten, heute wird die Strecke kurz mit der Neubaustrecke durch den Thunstettentunnel gebündelt und fädelt bei Bützberg wieder in den Altbestand ein. Die aufgelassene Trassenführung ist in der Landschaft noch gut erkennbar.
Die Langeteniederung und – kurz – die der Murg wird bis Murgenthal benutzt, ehe dann am rechtsseitigen Aaretalboden Rothrist erreicht wird, wo die Neubaustrecke wieder in die Bestandsstrecke einfädelt. Geradlinig geht es weiter bis Aarburg unter Querung des Wiggertals. Anschließend wendet sich die Bahnstrecke weiter rechtsufrig der Aare entlang nordwärts, um zum Bahnhof Olten zu gelangen.

## Betrieb

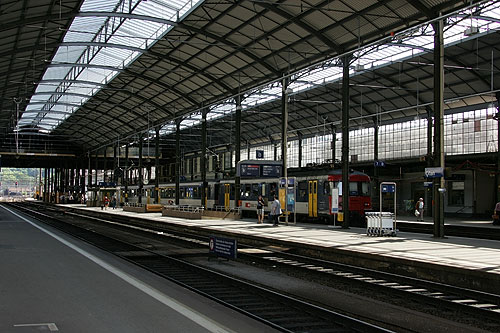
Bahnhof Olten

Die Bahnstrecke Olten–Bern ist als Bestandteil der Verbindung von Basel und Zürich nach Lausanne-Genf bzw. Thun (-Interlaken, Lötschberg) ein wichtiger Bestandteil des Schweizer Eisenbahnnetzes. Sie dient daher seit jeher dem Personen- und Güterfernverkehr sowie auch dem Nahverkehr.
Im Jahr 1981 wurde mit der Bornlinie eine erste Entlastungsstrecke für den Abschnitt Olten–Rothrist eröffnet; mit der Grauholzlinie 1995 eine weitere  für den Abschnitt Mattstetten–Bern.
Im Jahr 2004 wurden die Born- und Grauholzlinie durch die Neubaustrecke Mattstetten–Rothrist verbunden. Somit steht parallel zur alten Linie eine weitere Strecke zur Verfügung. Da diese Neubaustrecke für 200 Kilometer pro Stunde ausgelegt ist, verkürzt sich die Fahrzeit gegenüber derjenigen über die Stammlinie um 13 Minuten. Die Stammstrecke dient weiterhin dem Güterfernverkehr sowie dem Nahverkehr.

### Güterverkehr
Der Gütertransitverkehr von Basel und Zürich in Richtung Westschweiz und Lötschberg wurde lange Zeit aus Kapazitätsgründen fast ausschliesslich über die Bahnstrecke Olten–Solothurn und somit über Biel geleitet. Die Züge des kombinierten Verkehrs, welche Fahrzeuge mit vier Metern Eckhöhe transportieren (Simplon-Inter-Modal), müssen auch weiterhin über Biel verkehren, da nur diese Strecke für diese Züge ausgebaut wurde.

### Personenverkehr
Auf der Strecke Olten–Bern verkehren halbstündlich Personenzüge der Gattung InterRegio. Die Züge halten in Langenthal, Herzogenbuchsee und Burgdorf, sowie stündlich zusätzlich in Wynigen. Von Olten bis Langenthal ist die Strecke Bestandteil der Linie S23. Von Burgdorf bis Bern wird die Strecke von den Linien S4 und S44 der S-Bahn Bern genutzt.